# Hans Massaquoi
Hans-Jürgen Massaquoi (Hamburgo, Alemania, 19 de enero de 1926 - Jacksonville, Florida, 19 de enero de 2013) fue un periodista y escritor germanoamericano. Nació en Hamburgo, Alemania, hijo de padre liberiano de la etnia vai y de madre alemana, nieto de Momulu Massaquoi, cónsul liberiano en Alemania durante la época.

## Biografía
En su autobiografía Testigo de raza. Un negro en la Alemania nazi, Massaquoi describe su infancia y juventud en Hamburgo durante el ascenso del nazismo al poder. Su biografía proporciona una perspectiva única, al ser uno de los pocos mulatos nacidos en la Alemania nazi que no fue perseguido por los nazis. La dicotomía entre su aceptación y rechazo constituye el principal tema a lo largo de su vida.
Massaquoi vivió una infancia sencilla y feliz con su madre, Bertha Nikodijevic. Su padre, Al-Haj Massaquoi estudiaba derecho en Dublín y sólo en ocasiones acudía a la casa de su familia, en el consulado liberiano de Hamburgo. Finalmente, ante la situación política de su país, el cónsul general fue llamado a Liberia y Hans y su madre se quedaron en Alemania.
La vida cotidiana del joven Massaquoi fue destacada. Fue uno de los pocos niños mulatos de la Alemania Nazi, y como la mayoría de otros niños de su edad, soñaba con unirse a las Juventudes Hitlerianas. Sin embargo, paulatinamente descubrió la verdadera naturaleza del nazismo. El color de su piel le hizo ser víctima de abusos racistas.
Sin embargo en contraste con los judíos y romaníes de Alemania, Massaquoi no fue activamente perseguido. "Solo" era un ciudadano de segunda clase, lo que en cierta manera fue una bendición frente a la persecución que sufrieron muchas minorías étnicas en el país. Durante la Segunda Guerra Mundial su "impureza" impidió que fuera reclutado en el Ejército alemán. A medida que el desempleo, el hambre y la pobreza se extendían por el país, intentó alistarse, pero fue rechazado por los oficiales.
Durante esta época se hizo amigo de la familia del escritor Ralph Giordano, un conocido de su juventud de ascendencia judía, que sobrevivió a la guerra ocultándose y terminó dedicándose también al periodismo.
En 1947 Hans Massaquoi visitó Liberia, y quedó fascinado y sorprendido por su esencia rural. Se mantuvo alejado de su padre Al-Haj, que había abandonado a su madre y se había convertido en un hombre arrogante y tiránico.
Posteriormente Hans emigró a los Estados Unidos. Sirvió durante dos años en el ejército como paracaidista en la 82.ª División Aerotransportada. Posteriormente estudió periodismo en la Universidad de Urbana-Champaign de Illinois y trabajó en las revistas Jet y Ebony, donde se convirtió en editor.
Su posición le permitió entrevistar a muchas figuras históricas del arte, la política y el movimiento por los derechos civiles. La compositora y activista por la paz Fasia Jansen era hermanastra del padre de Hans. Era tres años más joven que Hans y era la hija ilegítima de su abuelo Momolu y Elle Jansen, una empleada del consulado alemán. Hans no supo nada sobre la existencia de su tía hasta que murió en 1997, aunque durante su infancia habían vivido sólo a unos pocos metros de distancia.
A lo largo de los años visitó Alemania en muchas ocasiones. Consideraba que ese país seguía siendo su hogar. Massaquoi murió justamente el día de su cumpleaños número 87, es decir, el 19 de enero de 2013. En el momento de su muerte, estaba casado con Katharine Rousseve Massaquoi. Tuvo dos hijos de un matrimonio anterior, Steve y Hans Jr., quienes también lo sobrevivieron.